# Katō Kiyomasa
Katō Kiyomasa (加藤 清正?; Nagoya, 25 luglio 1562 – Kumamoto, 2 agosto 1611) è stato un daimyō giapponese durante l'epoca Azuchi-Momoyama ed il periodo Edo appartenente al clan Katō.
Il suo titolo a corte era Higo-no-kami. Il suo nome d'infanzia era Yashamaru mentre il nome proprio era Toranosuke.

## Biografia

### Infanzia e inizio della carriera
Kiyomasa nasce a Nakamura-ku, Nagoya (distretto di Aichi, nella provincia di Owari), figlio di Katō Kiyotada. La moglie di Kiyotada, Ito, era la cugina della madre di Toyotomi Hideyoshi. Il padre Kiyotada muore mentre Kiyomasa è ancora giovane ed in seguito verrà conosciuto con il nome Toranosuke. Subito dopo la morte del padre, Toranosuke entra a far parte della famiglia Hideyoshi. Nel 1576, all'età di 15 anni, gli viene riconosciuta una ricompensa di 170 koku. Combatte nell'esercito di Hideyoshi durante la battaglia di Yamazaki, e più tardi, partecipa alla battaglia di Shizugatake. Grazie alla sua partecipazione in questa battaglia, diviene noto come una delle sette lance di Shizugatake. Hideyoshi ricompensa Kiyomasa con un premio di 3.000 koku.
Quando Hideyoshi diventa kampaku nell'estate del 1585, Kiyomasa riceve il titolo di corte Kazue no Kami (主計頭). Nel 1586, dopo la confisca della provincia di Higo a danno di Sassa Narimasa, gli vengono riconosciuti 250.000 koku di terra a Higo (circa metà provincia), oltre al castello di Kumamoto come sua residenza provinciale.

### Durante la Guerra di Imjin

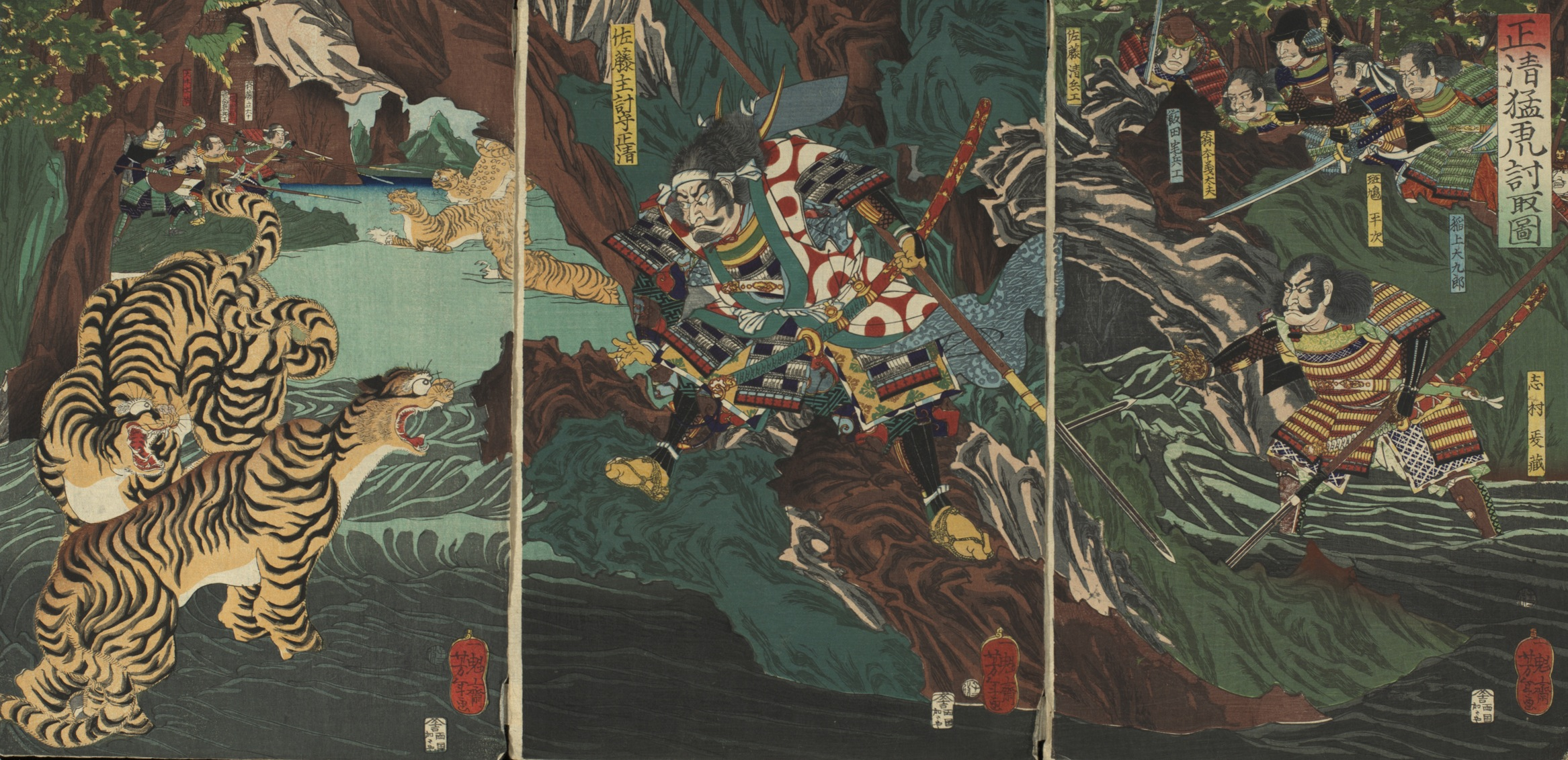
Kiyomasa caccia una tigre in Corea. La caccia alla tigre era un passatempo comune per i samurai durante la guerra.

Kiyomasa era uno dei tre alti comandanti durante la guerra di Imjin (1592 – 1598) contro la dinastia coreana di Joseon. Insieme a Konishi Yukinaga, conquista Seul, Pusan e molte altre città coreane. Sconfigge il restante esercito coreano durante la battaglia del fiume Imjin (1592) e della pacificata Hamgyong.
Kiyomasa era un eccellente architetto di castelli e fortificazioni. Durante la guerra di Imjin, costruisce numerosi castelli in stile giapponese in Corea con lo scopo di difendere più facilmente le terre conquistate. Il castello Ulsan fu una delle fortezze costruite da Kiyomasa, e ne dimostrò il suo valore quando le forze sino-coreane attaccarono in gran numero, e nonostante l'inferiorità numerica, i giapponesi riuscirono a difendere con successo il castello fino all'arrivo dei rinforzi, costringendo le forze sino-coreane a ritirarsi.
Il re della Corea Seonjo abbandona Seul prima dell'arrivo delle forze armate di Kiyomasa. All'epoca Kiyomasa deteneva come ostaggi due principi coreani disertori che utilizzò come arma di ricatto per costringere i ranghi inferiori degli ufficiali coreani alla resa. Durante la guerra, si dilettava alla caccia di tigri per sport armato di lancia, in seguito regalò le pelli a Hideyoshi. Alcune versioni della storia, riportano che andava a caccia di tigri catturandole vive, in modo da poterne regalare la carne a Hideyoshi al suo ritorno, in quanto credeva che la loro carne potesse migliorare la salute del suo signore. Solo in seguito le tigri furono uccise a causa della carenza di cibo.
La più famosa battaglia combattuta da Kiyomasa fu l'assedio di Ulsan del 22 dicembre 1597. Kiyomasa guidò la difesa del castello, tenendo a bada l'esercito cinese del generale Yang Hao's (楊鎬), il quale contava circa 60.000 uomini. Difese con successo Ulsan fino al 23 novembre 1598. Tuttavia, il suo coraggio non fu reso noto a Hideyoshi dal suo rivale oltremare Ishida Mitsunari che nascose la notizia. Dopo la morte di Hideyoshi, si scontrò con Mitsunari, e si avvicinò a Tokugawa Ieyasu.

### La vecchiaia
Come devoto membro del Buddismo Nichiren, Kiyomasa incoraggiò la costruzione dei templi Nichiren, tra cui il Tempio di Kokokuji. Non vedeva le cose allo stesso modo di Ishida Mitsunari, e Hideyoshi lo richiamò a Kyoto. Entrò in conflitto con Konishi, che governava il dominio vicino di Higo ed era cristiano. Kiyomasa era noto per la brutalità con cui combatteva il Cristianesimo. Alla battaglia di Hondo ordinò ai suoi uomini di aprire la pancia a tutte le donne cristiane incinta e di tagliare la testa dei loro bambini.
Durante la battaglia di Sekigahara, Kiyomasa restò nel Kyūshū. Credendo che i Toyotomi sarebbero caduti con l'aiuto dei Tokugawa (e per l'odio che portava verso Ishida Mitsunari al comando delle forze militari Toyotomi), si schierò con l'esercito orientale di Tokugawa Ieyasu. Per la sua fedeltà verso i Tokugawa, Kiyomasa venne ricompensato con i territori una volta appartenuti al suo rivale Konishi (schierato con Ishida), i quali, una volta aggiunti ai suoi possedimenti esistenti, incrementarono il valore dei terreni del dominio Kumamoto raggiungendo un valore di circa 530.000 koku.
Nei suoi ultimi anni di vita, Kiyomasa tentò di lavorare come mediatore per le sempre più complicate relazioni tra Tokugawa Ieyasu e Toyotomi Hideyori. Nel 1611, durante un viaggio in mare verso Kumamoto a seguito di un incontro diplomatico, si ammalò morendo poco dopo il suo arrivo. Fu sepolto nel tempio di Honmyō-ji a Kumamoto, ma venne eretta una tomba anche nella prefettura di Yamagata e a Tokyo. Kiyomasa è raffigurato in molti santuari Shinto in Giappone, incluso il santuario di Katō a Kumamoto.

## Nella cultura di massa
Katō Kiyomasa è un personaggio dei videogiochi Koei Kessen, Kessen III, Samurai Warriors 3, Samurai Warriors 4, Mōri Motonari: Chikai no Sanshi e Age of Empires III. È un personaggio giocabile in Pokémon Conquest (Pokémon + Nobunaga's Ambition in Giappone).